# Meleuz
Meleuz (rusky Мелеуз, baškirsky Мәләүез) je město v Baškortostánu v Ruské federaci. Při sčítání lidu v roce 2010 měl přes jednašedesát tisíc obyvatel.

## Poloha
Meleuz leží na západním okraji Jižního Uralu na stejnojmenné řece u jejího ústí do Belaji, přítoku Kamy v povodí Volhy.
Od Ufy, hlavního města Baškortostánu, je Meleuz vzdálen přibližně dvě stě kilometrů jižně.

## Dějiny
Meleuz vznikl v druhé polovině 18. století a od osmdesátých let onoho století byl poštovní stanicí na trase z Ufy do Orenburgu. Do konce 19. století se rozvinul v obchodní a řemeslné středisko jihovýchodního Baškortostánu. V roce 1938 se stal sídlem městského typu a v roce 1958 městem.